# City of Ember
City of Ember es una adaptación cinematográfica de 2008 de la novela La ciudad de la oscuridad, de Jeanne DuPrau. Guionizada por Caroline Thompson y producida, entre otros, por Tom Hanks.
Fiel a la novela, la película plantea la alegoría de la caverna de Platón en un futuro postapocalíptico. Los habitantes de una ciudad subterránea llevan más de doscientos años sin ascender a la superficie tras una guerra nuclear.

## Argumento
Lina es una joven que por fin logra ser mensajera en la ciudad subterránea donde viven desde hace varias generaciones. Su mejor amigo, Doon, le ha intercambiado el trabajo por el de trabajador en el sistema de tuberías, ya que era lo que ambos querían.
La ciudad sobrevive en gran medida por un complejo sistema de iluminación, abastecido por una presa hidráulica, también subterránea. Desde hace ya algún tiempo, se producen apagones esporádicos y muchos son los que temen una gran catástrofe.
Explican que la ciudad fue pensada para durar doscientos años y “Los Constructores” dejaron una caja que se abriría pasado ese tiempo y explicaría cómo volver a la superficie. La caja fue pasando de alcalde en alcalde pero el séptimo (ancestro de Lina) murió de manera fulminante, dejando caer la caja entre varios objetos y dejándola en el olvido, sin revelar nunca su función. Se encuentran en el año 241 y de ahí que todos se teman lo peor.
Lina trata de averiguar dónde podría estar la caja y espía al alcalde actual puesto que le resulta sospechoso mientras Doon, inspirado por su padre, se centra en tratar de encontrar el posible fallo en el generador y arreglarlo.
Lina encuentra lo que cree que es un mapa para ascender a la superficie y junto a Doon descubren que el alcalde tiene un búnker secreto donde ha almacenado muchísimas provisiones. El alcalde tiene pensado encerrarse allí solo si el generador fallase por completo.
Antes de que puedan hacer nada, el alcalde los descubre y los acusa rápidamente de difamación y manda a la guardia apresarlos por lo que huyen y se ven forzados a seguir el mapa que Lina había encontrado.
Llegan al generador, situado en la presa hidráulica y allí, accionando varios mecanismos secretos, logran que durante unos instantes, el río subterráneo sea navegable y se montan en una pequeña embarcación a modo de canoa que los mismos mecanismos han dispuesto.
Siguen la corriente del río y finalmente llegan a la superficie. Descubren que la Tierra es habitable de nuevo y sienten el Sol por primera vez. Entonces se dan cuenta de que no tienen manera de volver para avisar a los demás y deciden escribir un mensaje y tirarlo por uno de los agujeros profundos que comunican con la ciudad y acaba con que el mensaje llega al padre de Doon

## Reparto principal
- Lina Mayfleet: Saoirse Ronan
- Doon Harrow: Harry Treadaway
- Loris Harrow: Tim Robbins
- Barton Snode: Toby Jones
- Alcalde Cole: Bill Murray
- Sul: Martin Landau
- Capitán Fleery: Simon Kunz
- Lizzie Bíco: Lucinda Dryzek

## Producción
En el 2004, Tom Hanks y sus asociados compraron los derechos para la película pero no fue hasta el 2007 cuando se rodó, tras cerrar negociaciones con Caroline Thompson para guionizarla, con Gil Kenan para que la dirigiera y con el reparto.

## Repercusión
El estreno de la película revitalizó la novela, que se reeditó y se publicó su segunda parteThe People of Sparks.